# Silluvia gosainkundae
Silluvia gosainkundae är en skalbaggsart som beskrevs av Zdzisława Stebnicka 1986. Silluvia gosainkundae ingår i släktet Silluvia och familjen Aegialiidae. Inga underarter finns listade i Catalogue of Life.